# Małgorzata Jaworska

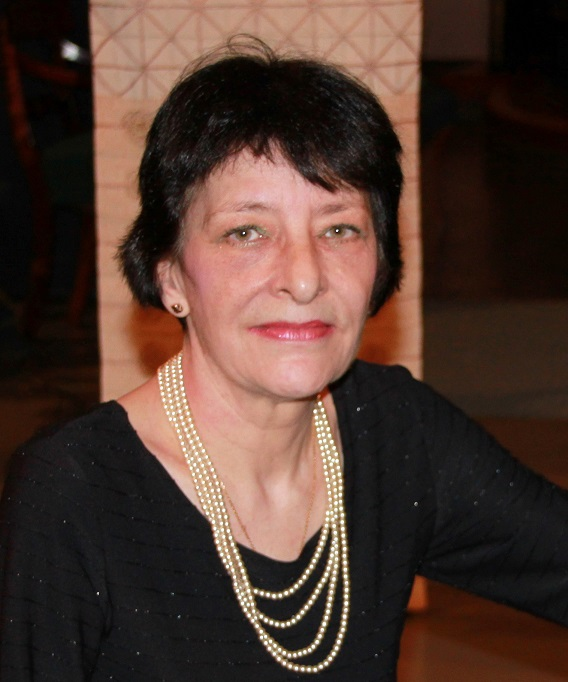
Małgorzata Jaworska (2011)

Małgorzata Jaworska (* 28. Dezember 1955 in Krakau, Polen) ist eine polnische Pianistin.

## Biografie
Jaworska absolvierte die Musikakademie Krakau in der Klavierklasse von Ludwik Stefański. Nach ihrem Studium begann sie eine rege Konzerttätigkeit. Seit 1984 lebt die Künstlerin in Norwegen.
Ihr Repertoire umfasst Klavierwerke aus vielen Epochen: von Johann Sebastian Bach bis zur zeitgenössischen Musik. Sie hat den in Vergessenheit geratenen norwegischen Komponisten und Schüler von Frédéric Chopin, Thomas D. A. Tellefsen, nach über hundert Jahren wiederentdeckt und spielte seine Werke in zahlreichen Konzerten in Norwegen und Österreich, in Wien (2014, 2016). Auch in Polen setzte sie ihre Pionierarbeit fort und spielte Werke des wenig bekannten norwegischen Komponisten in Krakau und Warschau. Zum ersten Mal in Polen führte sie 2006 das Klavierkonzert g-Moll op. 8 von Tellefsen, zusammen mit dem Symphonieorchester Rzeszów, auf. Die Pianistin hat auch das Gesamtwerk für Klavier solo von Thomas D.A. Tellefsen für die Plattenfirma Acte Préalable (4 CD, World Premiere Recording).
Małgorzata Jaworska wird auch für ihre Chopin-Interpretationen geschätzt. 2010 ist sie zum Mitglied des Ehrenkomitees der Polnischen Botschaft in Oslo für die Gestaltung des 200. Geburtsjahres von Frédéric Chopin in Norwegen berufen worden. 2013 wurde sie mit dem Titel „Herausragende Polin“ in Norwegen in der Kategorie Kultur gekürt.